# 耶律漚里思
耶律漚里思（?—?），辽国（契丹）政治人物、軍人。六院夷离堇蒲古只后裔。
耶律漚里思平素有勇气谋略，骁勇善战。每次大战披重甲，挥铁槊，所向披靡。会同年间，辽太宗派他进击后晋，与杜重威在望都作战，被围于望都，部众说阵中薄弱之处可出，沤里思说：“恐怕敌人有其他准备。”引兵冲坚而出。当年，总领敌烈皮室军，因为私免部曲之罪，被罢官，不久去世。

## 延伸阅读
[在维基数据编辑]
 《遼史·卷76》，出自脱脱《遼史》